# Guillermo Ortega Alonso
Guillermo Ortega Alonso, también conocido como Willy (Madrid, 30 de abril de 1967), es un político español, alcalde de Majadahonda entre 2001 y 2005 por el Partido Popular.

## Biografía
Ortega nació en Madrid, aunque se mudó al cercano municipio de Majadahonda a los seis años de edad. En 1982, con solo quince años, se afilió a Alianza Popular, partido precursor del actual Partido Popular. Entre 1996 y 2004 fue secretario de organización del PP Madrid, tarea que compaginó con su labor como concejal majariego, entre 1990 y 2005, y alcalde de la misma localidad, entre 2001 y 2005, año en el que fue obligado a dimitir tras una sublevación por parte de varios concejales de su propio partido, encabezados por el actual alcalde Narciso de Foxá, que contaban con el apoyo de la dirección del partido a nivel regional, a causa de un escándalo urbanístico, producido por el intento de recalificación de unos terrenos situados en El Carralero, zona comercial de Majadahonda.
En 2013, fue detenido e imputado a causa del caso Gürtel. El fallo del tribunal llegaría en 2018 con la condena a 38 años de prisión. La justicia demostró que Ortega, durante su mandato como alcalde majariego, recibió regalos y mordidas de construcciones, que le motivaron a abrir una cuenta en Suiza. Asimismo, quedó demostrado que, como parte activa en la trama Gürtel, se llevó 2 560 000 euros en comisiones, siendo además intermediario entre los ayuntamientos investigados por la trama y las constructoras encausadas. Por otro lado, Ortega había colocado como jefa de su gabinete a la esposa de Francisco Correa, máximo cabecilla de la trama corrupta.
Ortega está casado y tiene tres hijos.